# Vallentuna kulturhus

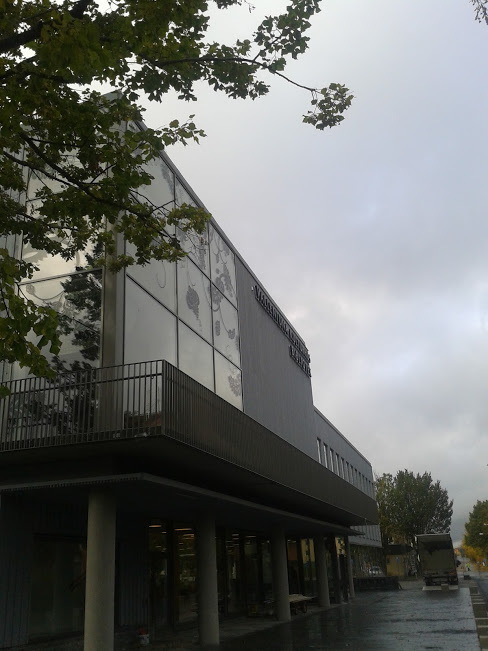
Vallentuna kulturhus

Vallentuna kulturhus är byggnad i centrala Vallentuna, som är Vallentuna kommuns kulturhus och bibliotek. 
Kulturhuset invigdes den 17 november 2012. Byggnaden inrymmer förutom bibliotek även utställningslokaler, scener och kaféverksamhet samt kontorslokaler för kommunala förvaltningar som fritidskontoret.
Byggnaden är ritad av arkitekt Lars Gauffin och uppfördes åren 2010-2012.